# 米哈伊利夫卡 (普盧日內市鎮)
50°14′29″N 26°32′15″E / 50.24139°N 26.53750°E
米哈伊利夫卡（羅馬化：Mykhailivka）是位於烏克蘭西部的村莊，由赫梅利尼茨基州舍佩蒂夫卡區的普盧日內市鎮負責管轄。該村始建於1823年，面積0.55平方公里，海拔高度260米，2001年人口58，人口密度每平方公里105.3人。